# عبدالله سلطان العرياني
عبد الله سلطان العرياني (من مواليد 12 أغسطس 1970)، من الإمارات العربية المتحدة، هو لاعب رياضي بارالمبي متخصص في رياضة الرماية. شارك في مسابقات دورة الألعاب البارالمبية الصيفية في أعوام 2008 و2012 و2016 و2021، و المحصلة فاز بميداليتين ذهبيتين وثلاث ميداليات فضية.

## حياة مهنية
فاز بالميدالية الذهبية في مسابقة البندقية المختلطة 50 مترًا في وضعية الانبطاح SH1 في دورة الألعاب البارالمبية الصيفية التي أقيمت في لندن، المملكة المتحدة في عام 2012. كما مثل بلاده الإمارات العربية المتحدة في دورة الألعاب البارالمبية الصيفية 2016 في ريو دي جانيرو بالبرازيل، واحرز ثلاثة ميداليات فضية.
وفي احداث عام 2021، مثل عبدالله بلاده الإمارات العربية المتحدة في دورة الألعاب البارالمبية الصيفية 2020 التي أقيمت في طوكيو، اليابان. ايضاً احرز الميدالية الذهبية في مسابقة البندقية 50 متراً 3 أوضاع SH1 للرجال R7.

## الحياة الشخصية
أصيب بالشلل أسفل الخصر بعد حادث سيارة في عام 2001 ويعتبر من ذوي الاحتياجات الخاصة.